# Азиз Таш
Азиз Назми Шакир – Таш е български поет и преводач.

## Биография
Роден е на 7 декември 1973 г. в Смолян. През 1992 г. завършва езикова гимназия „Иван Вазов“ в родния си град със специалност учител по английски език. Следва Арабистика и Турски език и литература в Софийския университет „Св. Климент Охридски“ (1992–1997). В периода 1999–2004 г. е докторант по история на науките в Истанбулския университет. От 2001 г. е преподавател по арабски език във Факултета по изкуство и социални науки на Университета „Сабанджъ“ в Истанбул.
В Истанбулския университет защитава дисертация по история на тема „Формиране на османската културна и научна среда в Одрин и околностите му“ (2010).
Публикувал е стихове и проза на български и турски език, а също и преводи от арабски, турски, английски и руски език във вестниците „Литературен форум“, „Литературен вестник“, „Век 21“, „Култура“, „Сега“, „Заман“; списанията „Ах, Мария“, „Везни“, „Пламък“, „Юмит“, „Мост“, „Родна реч“, „Понеделник“, „0. Па“ и алманасите „Мисъл“, „Проглед“, „Пролог“, „Поетичен салон“.
Написаните по време на следването му в специалност „Арабистика“ на СУ стихове и разкази биват отпечатани (през 2004 и 2008 г. от издателство „Стигмати“) в двойно книжно тяло, носещо заглавията „На 22“ и „Апокриф за дъжд“. Следва стихосбирката „Небе на 33“ (2007 г., издание на „Жанет 45“), която е канен да представи на знакови места като Библиотеката на Конгреса във Вашингтон, театър „Шопен“ на Чикагския писателски комплекс „Гилд“ и кулата „Манара“ в Куала Лумпур.

## Отличия
- 2001: Субсидия на Европейската фондация за култура – Амстердам, в рамките на програма за преводи от балкански на балкански езици „In Transitum“ за проекта „Антология на модерната турска поезия“[1]
- 2007: Грант на Държавния департамент на САЩ за участие в „Международната писателска програма“ (International Writing Program) към Университета на Айова.[1]